# Who Needs Feminism
Who Needs Feminism (es español «¿Quién necesita feminismo?») es una campaña de fotografías en medios sociales iniciada por estudiantes de la Universidad Duke en 2012. La campaña intentó arrojar luz sobre conceptos erróneos sobre el feminismo y explorar la continua necesidad y relevancia del feminismo en la sociedad actual. La campaña fue más exitosa en su alcance con Tumblr, pero la campaña también recibió atención de Facebook y Twitter.

## Origen
La campaña fue concebida por dieciséis estudiantes de Duke como el proyecto final para una clase llamada «Women in the Public Sphere: History, Theory and Practice» («Mujeres en la esfera pública: historia, teoría y práctica») impartida por la Dra. Rachel Seidman. Los estudiantes querían abordar lo que consideraban conceptos erróneos del campus de Duke sobre el movimiento de emancipación de la mujer y su relevancia en la sociedad actual. También esperaban promover un diálogo sobre el tema dentro de la comunidad de Duke, «con la esperanza de abordar la relevancia del feminismo para todos los diferentes tipos de personas». Según su sitio web, los miembros querían «explicar qué es el feminismo al permitir que cada uno cree su propia definición». Empezaron creando pósteres que colocaron en el campus, mostrando a hombres y mujeres jóvenes de diferentes orígenes sosteniendo carteles con las palabras «Necesito feminismo porque ...», para mostrar que no hay una «feminista típica», con el título de la campaña impuesto en el póster. Los sujetos fueron elegidos para demostrar la importancia del feminismo a individuos de diferentes géneros, razas, orientaciones sexuales y antecedentes, reflejando las creencias de los estudiantes de que «las 'feministas típicas' no existen» y que el feminismo es importante para todos, no solo para las mujeres. Además de diseñar y colgar los carteles, los estudiantes también escribieron una pieza de op-ed para The Chronicle, el periódico dirigido por estudiantes de Duke, explicando el proyecto y sus motivaciones. Los estudiantes también confiaron en los medios sociales como «la forma más popular de correr la voz en este momento». Los estudiantes crearon cuentas interactivas de Tumblr, Facebook y Twitter para el proyecto. Aunque esperaban que la cuenta de Facebook sirviera como el principal medio de comunicación social para promocionar el proyecto, la cuenta de Tumblr «realmente despegó». Un estudiante sugirió que el sitio fomentaba la discusión sin la moderación que requería la página de Facebook. El equipo informó que la página de Facebook recibió más de 4200 Me gusta dentro de las 36 horas posteriores al lanzamiento del proyecto, mientras que la cuenta de Tumblr fue vista por casi 13 000 personas en más de 2000 ciudades diferentes.

### Reacciones
La campaña que comenzó en la Universidad Duke se extendió a muchas universidades en todos los Estados Unidos. Pero si bien la campaña despertó interés, también experimentó reacciones violentas. En el campus de Duke, muchos de los carteles fueron destruidos o vandalizados. Algunos de los vándalos agregaron letreros a los carteles para que digan «Necesito el feminismo porque los sándwiches no se pueden hacer solos» o «Necesito el feminismo porque es gracioso ver cómo las mujeres intentan practicar deportes». Los medios en línea también experimentaron reacciones negativas significativas en los comentarios sobre el movimiento en general y las presentaciones individuales. Uno de los mayores incidentes de reacción fue la campaña Women Against Feminism que se creó. Este grupo tomó las ideas de la campaña original de crear carteles y cambió las palabras a «No necesito feminismo ...» y las publicó.

## Extensión
Después de su inicio en Duke, varios colegios, universidades y otras organizaciones diferentes instituyeron sus propias campañas. La campaña original de Duke creó una guía de inicio para ayudar a los esfuerzos de otras instituciones a llevar a cabo una campaña Who Needs Feminism.
Además de los colegios y universidades, Who Needs Feminism ha sido adoptado por una serie de otras instituciones y organizaciones. Por ejemplo, feministas en India comenzaron su propia cuenta de Tumblr para alentar las presentaciones. El proyecto Feminism in India fue fundado por Japleen Pasricha, investigadora de la Universidad Jawaharlal Nehru. Pasricha afirmó que el movimiento debía «desenredar la palabra F y desmitificar toda la negatividad que la rodeaba». Pasricha organizó una campaña en el Instituto de Tecnología Indira Gandhi y la Universidad Ambedkar Delhi el 15 de abril de 2014, que excedió su objetivo de 100 fotografías. Organizaciones como el Consejo Nacional de Mujeres de Nueva Zelanda, el Centro de Mujeres de North York y la Conferencia Nacional de Mujeres Líderes Feministas han comenzado campañas y compartido las imágenes a través del feminismo Who Needs original. Página de Facebook. El grupo UK Feminista comenzó su propia página de Tumblr y Facebook, solicitando presentaciones en eventos como el Festival de Glastonbury y animando a las personas a comenzar sus propias campañas en escuelas y universidades.
Al igual que con la campaña original, estas campañas derivadas han recibido críticas y reacciones negativas. Los esfuerzos de los estudiantes de Altrincham Grammar School for Girls para participar en la campaña condujeron a lo que un estudiante describió como un «torrente de comentarios degradantes y explícitamente sexuales» cuando sus imágenes fueron publicados en línea; algunos de los participantes recibieron mensajes amenazantes. La estudiante Jinan Younis acusó a la escuela de no tomar medidas contra los perpetradores y por lo tanto no apoyar a los estudiantes participantes, mientras que la escuela emitió una declaración recomendando que los estudiantes eliminen palabras o imágenes que habían puesto en línea "«que podrían comprometer su seguridad o la de otros estudiantes en la escuela».